# Chiloglanis bifurcus
Chiloglanis bifurcus är en fiskart som beskrevs av Rex A. Jubb och Le Roux, 1969. Chiloglanis bifurcus ingår i släktet Chiloglanis och familjen Mochokidae. IUCN kategoriserar arten globalt som starkt hotad. Inga underarter finns listade i Catalogue of Life.